# Edward Henri Guyonnet
Edward Henri Guyonnet ou Édouard Henri Guyonnet, né le 24 avril 1885 à Poitiers et décédé le 22 juillet 1980 à Louviers, est un peintre français.

## Biographie
Edward Henri Guyonnet est l'élève de Louis-François Biloul. Il a peint de nombreux paysages bretons ainsi que des nus.